# Klub zlomených srdcí
Klub zlomených srdcí (The Broken Hearts Club: A Romantic Comedy, tj. Klub zlomených srdcí: romantická komedie) je americký hraný film z roku 2000, který režíroval Greg Berlanti podle vlastního scénáře. Film popisuje osudy skupiny gayů, kteří se potýkají s problémy ve vztazích.

## Děj
Dennis a jeho nejbližší přátelé Benji, Cole, Taylor, Howie a Patrick spolu tráví každou volnou chvíli. Dennis, který pracuje jako číšník v restauraci, by se chtěl stát profesionálním fotografem. Bydlí s Colem, který pracuje ve stejné restauraci, ale snaží se prorazit u filmu. Dennis chystá oslavu svých 28. narozenin, ta se ovšem nevyvede úplně podle jeho představ a ani u jeho přátel. Na oslavu dorazí Benji se svým spolubydlícím, kterému ho přebere Cole, Taylor se dozví, že ho právě opustil jeho partner, Howie se se svým partnerem rozešel už dříve, ale stále neví, jak se vztahem dál. Patrick přišel se svou sestrou Annou, která je lesba a požádá ho, aby byl dárcem spermatu pro její přítelkyni Leslie, kterou ale Patrick nesnáší. Majitel restaurace Jack každoročně sestavuje gay softballový tým Klub zlomených srdcí. A jako každý rok, i tentokrát jsou ostatními družstvy poraženi. Dennisovi se nedaří ve vztazích a odhodlá se odjet do Evropy, i přesto, že považuje přátele za svou druhou rodinu.

## Obsazení
| Timothy Olyphant    | Dennis   |
| Zach Braff          | Benji    |
| Dean Cain           | Cole     |
| Matt McGrath        | Howie    |
| John Mahoney        | Jack     |
| Andrew Keegan       | Kevin    |
| Ben Weber           | Patrick  |
| Billy Porter        | Taylor   |
| Mary McCormack      | Anna     |
| Nia Long            | Leslie   |
| Chris Payne Gilbert | Larry    |
| John Brandon        | Mickey   |
| Justin Theroux      | Marshall |

## Ocenění
- Mediální cena GLAAD v kategorii alternativní film
- Artios Awards: nominace v kategorii nejlepší casting